# Runaway Stage Coach
Runaway Stage Coach je americký němý film z roku 1902. Režisérem je Harry Buckwalter (1867–1930). Film byl natočen ve městě Glenwood Springs v okrese Garfield ve státě Colorado a premiéru měl v listopadu 1902.
Jedná se o jeden z mnoha Buckwalterových dokumentárních filmů, které byly vyrobeny ve státě Colorado.